# 雲疊花園

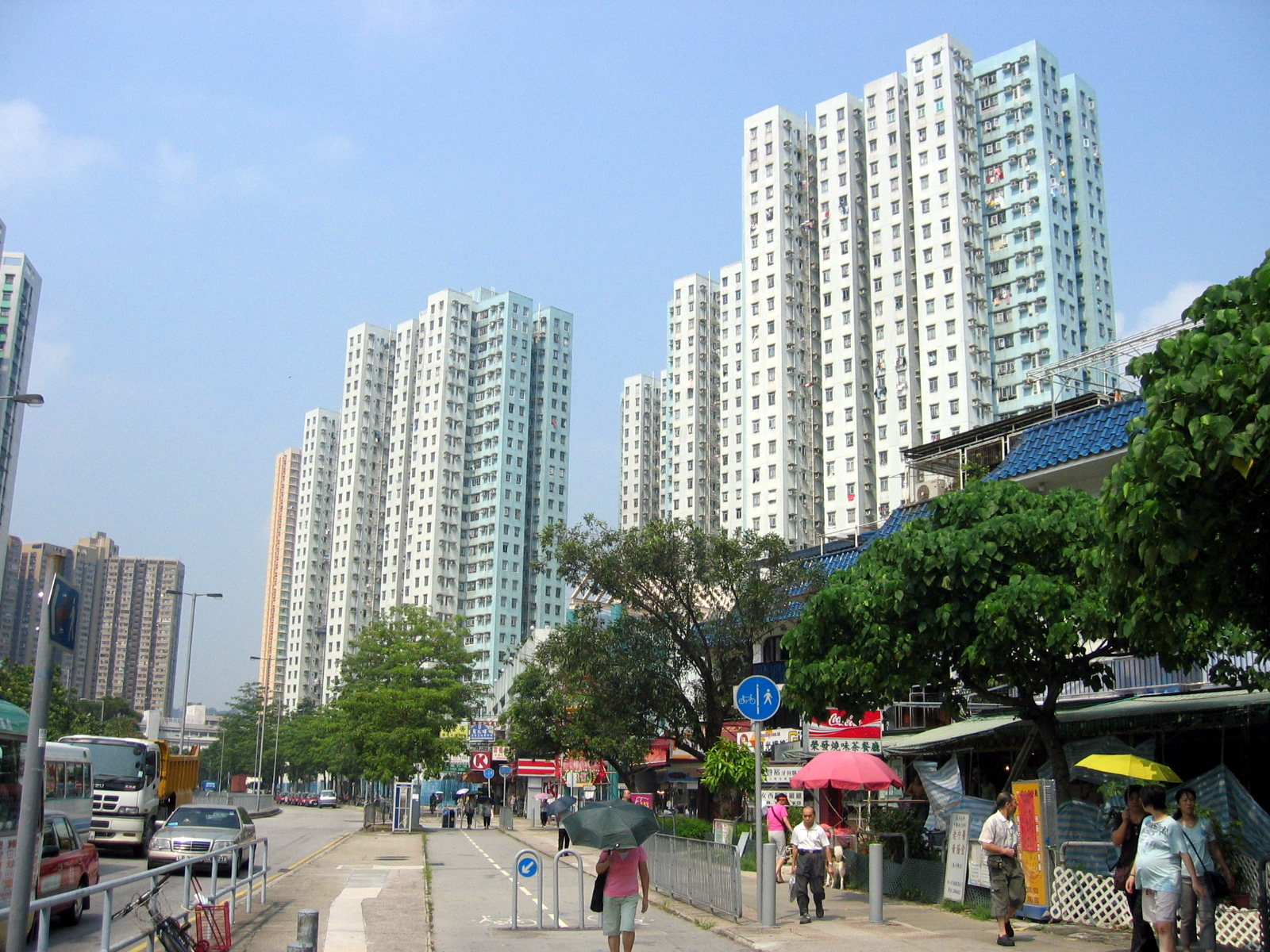
外牆翻新前的雲疊花園

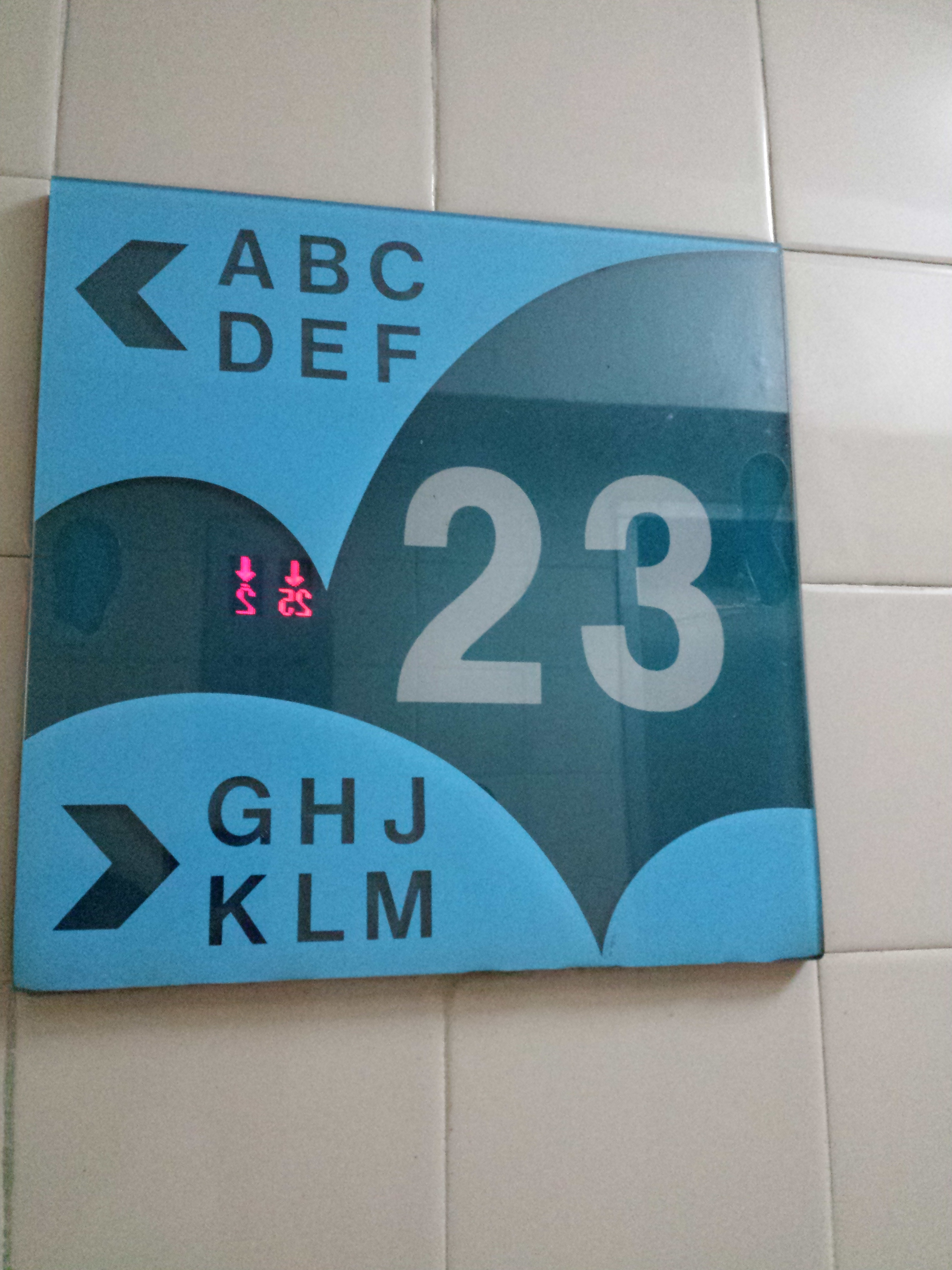
樓層牌有雲朵圖案，以配合屋苑名稱

雲疊花園（英語：Carado Garden）是香港的一個私人參建居屋屋苑，由王氏工業 (集團) 有限公司、均利建築有限公司、李就記（集團）有限公司及  所組成的雲疊有限公司聯合發展，位於香港沙田大圍，鄰近港鐵大圍站、田心村、隆亨邨及顯徑邨，共有六座27層高住宅大廈，每層單位12個（1樓則有11個）每座地下也設8至9個單位，共有1988個單位，於1989年落成。
屋苑原名稱乃使用異體字「叠」，但部份舊式電腦或文字處理操作系統無法鍵入或顯示「叠」字，以「疊」代替。另外，屋苑興建時因未有鋪設煤氣管道，而使用地底石油氣氣缸供應住戶之燃氣服務。
屋苑早期以淺藍色、白色為配色，以配合「藍天白雲」的主題。同期落成的翠麗花園、富安花園及翠竹花園亦採用近似的外牆設計。
2011至2013年期間，雲疊花園進行外牆大維修工程，外牆主調由淺藍色改為淺紅色。及後圍欄也在2014年重新髹漆為黑色。
雲疊花園的管業經理為葉紹剛，法團主席為李佩蓮。

## 屋苑資料

### 樓宇詳情
| 樓宇名稱 | 門牌號碼   | 樓宇類型                          | 落成年份 | 層數 | 每層伙數 | 每座單位總數（伙） | 提供升降機的廠商 |
| -------- | ---------- | --------------------------------- | -------- | ---- | -------- | ------------------ | ---------------- |
| 第1座    | 田心街20號 | 私人機構參建居屋計劃 （十字井型） | 1989年   | 27   | 12       | 324                | 奧的斯           |
| 第2座    | 田心街22號 | 私人機構參建居屋計劃 （十字井型） | 1989年   | 27   | 12       | 324                | 奧的斯           |
| 第3座    | 田心街24號 | 私人機構參建居屋計劃 （十字井型） | 1989年   | 27   | 12       | 324                | 奧的斯           |
| 第4座    | 田心街26號 | 私人機構參建居屋計劃 （十字井型） | 1989年   | 27   | 12       | 324                | 奧的斯           |
| 第5座    | 田心街28號 | 私人機構參建居屋計劃 （十字井型） | 1989年   | 27   | 12       | 324                | 奧的斯           |
| 第6座    | 田心街30號 | 私人機構參建居屋計劃 （十字井型） | 1989年   | 27   | 12       | 324                | 奧的斯           |

### 屋苑設施
- 設有網球場，兒童遊樂場，單車泊放位
- 雲疊花園商場（內有便利商店，餐廳等）
- 三層停車場（設於雲疊花園商場內）

### 屋苑附近配套
- 車公廟路遊樂場（設有草地滾球場，種植園，滾軸溜冰場，巴士站等）

- 顯田游泳池

#### 基督教教會
- 圓洲角浸信會福溢堂（位於雲叠花園商場地下7號舖）

## 行政區劃
- 雲疊花園在香港區議會選舉中屬沙田區議會雲城選區（R15），現任區議員為新民主同盟的張慶樺。

## 交通
- 詳見 香港大典上的相关条目：雲叠花園（繁體中文）

## 相關事件
- 1991年大廈落成初期，疑因工人倒沙入渠，屋苑一年內曾經爆至少3-4次糞渠，當中第1座及第3座最為頻密，並殃及屋苑行人路。有業主表示由於當時管理公司由建築公司聘用，一直沒有理會投訴，直到1993年業主接手管理處才有改善。[5]
- 2017年1月，有傳媒報道雲疊花園的住戶發現食水中有「黑色微粒」，要求水務署跟進。經化驗後，證實是瀝青。事件最初由東方日報報道，其後也有其他傳媒報道。[6][7]

- 2021年10月，管業經理葉紹剛發出特別通告指自己「證實死亡」後獲救，引起網民熱烈討論。[8]